# Julien Wartelle
Julien Victor Wartelle (Lille, Nord, 1889. február 26. – Lille, Nord, 1943. augusztus 12.) olimpiai bronzérmes francia tornász.
Ez első világháború után az 1920. évi nyári olimpiai játékokon indult, és mint tornász versenyzett. Csapat összetettben bronzérmes lett.
Testvére, Paul Wartelle, vele együtt lett bronzérmes.